# Jonny Cocker

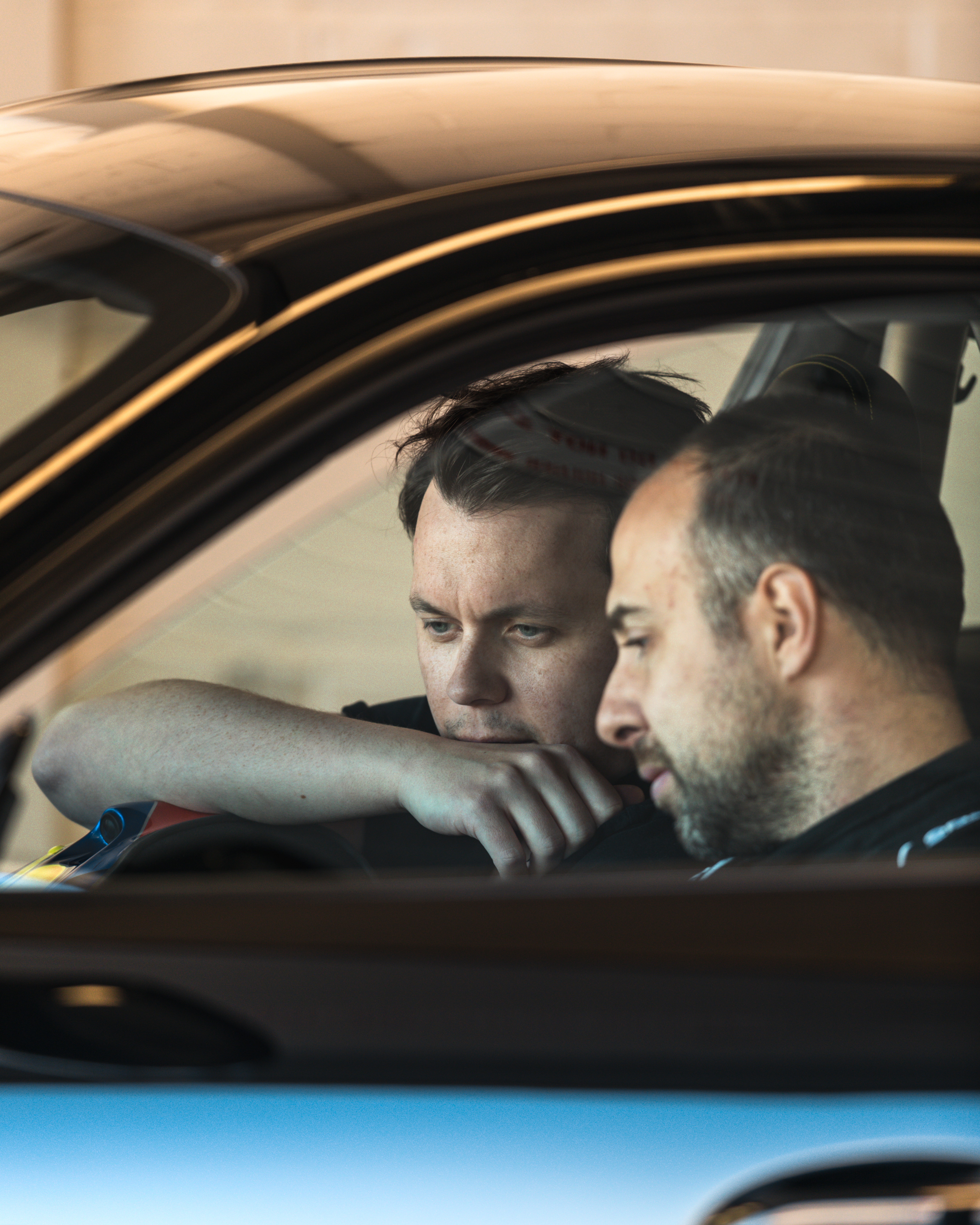
Jonny Cocker (links) 2021

Jonathan Lawrence „Jonny“ Cocker (* 24. August 1986 in Guisborough) ist ein ehemaliger britischer Autorennfahrer.

## Karriere als Rennfahrer
Schon im Alter von 16 Jahren feierte Jonny Cocker seinen ersten Erfolg im Motorsport. Er wurde Gesamtvierter bei den T Cars, einer britischen Tourenwagenserie für Fahrer im Alter zwischen 14 und 17 Jahren. 2003 begann die professionelle Karriere mit dem Antreten im britischen Porsche Carrera Cup und auch hier dem vierten Platz in der Endwertung.  2004 wurde er mit 18 Jahren jüngster Gesamtsieger in der britischen GT-Meisterschaft, wo er auf einem Porsche 996 GT3-RSR vor Tim Sugden, Nathan Kinch und Andrew Kirkaldy das Championat gewann. Ein Jahr später wurde er Meister im Porsche Carrera Cup Asia.
2006 begann die Zusammenarbeit zwischen Cocker und Paul Drayson. Der britische Adelige und Politiker wurde zum Mentor für den jungen Fahrer. Drayson war neben seinen unternehmerischen und politischen Tätigkeiten Eigentümer des Motorsportrennstalls Paul Drayson Racing. Für diesen Rennstall fuhr Cocker neben Einsätzen in der heimischen GT-Meisterschaft in der American- und European Le Mans Series. 2008 gab er sein Debüt beim 12-Stunden-Rennen von Sebring und 2009 beim 24-Stunden-Rennen von Le Mans. 2010 wurde er auf einem Lola B09/60 Gesamtdritter er LMP-Klasse der American Le Mans Series, mit einem Gesamtsieg beim 4-Stunden-Rennen von Road America.
Nach dem Ende der Rennaktivitäten von Drayson wechselte Cocker zu JMW Motorsport, die Fahrzeuge in den GT-Klassen einsetzten. Auf einem Ferrari 458 Italia GTC gewann er 2012 die GT-Klasse der European Le Mans Series. Bis zum Ablauf der Saison 2017 fuhr er regelmäßig in der heimischen GT-Meisterschaft, wo 2018 Rennen auf einem Lamborghini Huracán GT3 geplant sind.

## Statistik

### Le-Mans-Ergebnisse
| Jahr | Team                | Fahrzeug                    | Teamkollege  | Teamkollege       | Platzierung     | Ausfallgrund    |
| ---- | ------------------- | --------------------------- | ------------ | ----------------- | --------------- | --------------- |
| 2009 | Drayson Racing      | Aston Martin V8 Vantage GT2 | Paul Drayson | Marino Franchitti | Ausfall         | Elektrik        |
| 2010 | Paul Drayson Racing | Lola B09/60                 | Paul Drayson | Emanuele Pirro    | nicht klassiert |                 |
| 2012 | JMW Motorsport      | Ferrari 458 Italia GTC      | Roger Wills  | James Walker      | Ausfall         | Getriebeschaden |

### Sebring-Ergebnisse
| Jahr | Team            | Fahrzeug                    | Teamkollege    | Teamkollege  | Platzierung | Ausfallgrund |
| ---- | --------------- | --------------------------- | -------------- | ------------ | ----------- | ------------ |
| 2008 | Drayson-Barwell | Aston Martin DBR9           | Tim Sugden     | Paul Drayson | Ausfall     | Unfall       |
| 2009 | Drayson Racing  | Aston Martin V8 Vantage GT2 | Rob Bell       | Paul Drayson | Ausfall     | Motorschaden |
| 2010 | Drayson Racing  | Lola B09/60                 | Emanuele Pirro | Paul Drayson | Rang 12     |              |

### Einzelergebnisse in der FIA-Langstrecken-Weltmeisterschaft
| Saison | Team           | Rennwagen              | 1   | 2   | 3   | 4   | 5   | 6   | 7   | 8   |
| ------ | -------------- | ---------------------- | --- | --- | --- | --- | --- | --- | --- | --- |
| 2012   | JMW Motorsport | Ferrari 458 Italia GTC | SEB | SPA | LEM | SIL | SAO | BAH | FUJ | SHA |
| 2012   | JMW Motorsport | Ferrari 458 Italia GTC | DNF |     |     |     |     |     |     |     |